# Eleothreptus anomalus
El chotacabras pantanero o chotacabra pantanera (Eleothreptus anomalus), también denominado atajacaminos de pantano, atajacaminos de los pantanos, atajacaminos ala negra (en Argentina y Paraguay o dormilón ala negra (en Uruguay), es una especie de ave caprimulgiforme de la familia Caprimulgidae, una de las dos pertenecientes al género Eleothreptus. Es nativo del centro sureste de América del Sur.

## Distribución y hábitat

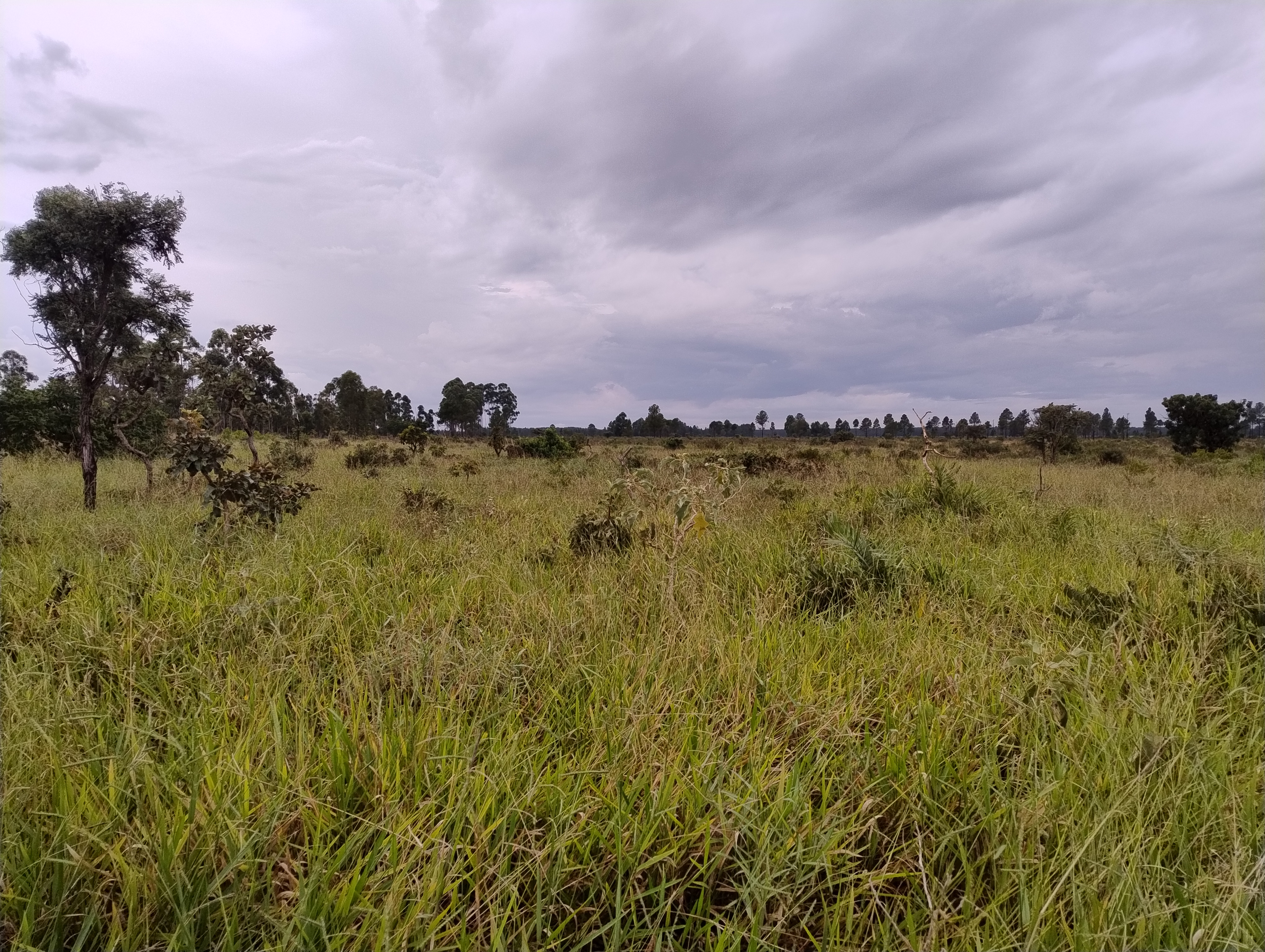
Pastizales húmedos naturales en Uberaba, Minas Gerais, Brasil, ejemplo de hábitat de la especie.

Su distribución no está completamente entendida. Se extiende por el noreste y centro este de Argentina, sureste de Paraguay y sureste y sur de Brasil; tal vez también ocurra en Uruguay, pero no existen registros documentados. En Brasil se registra más al norte, hasta el Distrito Federal y noroeste de Minas Gerais, Generalmente es considerado residente, pero algunos autores sugieren que es principalmente —si no completamente— un migrante austral en Argentina, que parte después de la reproducción. En Argentina se le registra desde el norte hacia el sureste hasta el noreste de la provincia de Buenos Aires. Hasta altitudes de 1100 m.
Esta especie era considerada muy escasa, pero actualmente se la considera más difundida y menos escasa en sus hábitats naturales, que son objeto de discusión; los primeros registros indicaban que este chotacabras ocupaba los bordes de pantanos, y continúa a ser encontrado en estos ambientes; pero también es registrado en hábitats más altos y secos, tales como bosques en galería, monte y pastizales secos.

## Estado de conservación
El chotacabras pantanero ha sido calificado como vulnerable por la Unión Internacional para la Conservación de la Naturaleza (IUCN) debido a que su población, todavía no cuantificada, se presume estar en rápida decadencia como resultado de la degradación y pérdida de hábitat debido a la conversión para agricultura y reforestación y el drenaje de los humedales.

## Descripción
Mide de 18 a 20 cm de longitud. El pico es pardo oscuro. Las patas y dedos parduscos. Iris pardo.
La coloración general es grisácea manchada de negro con el cuello rojizo. La región ventral es parda ocrácea.
Las cobijas y secundarias (éstas son muy cortas) son pardas grisáceas manchadas de negro, las primarias curvadas,
negras con punta blanca. La cola es corta parda ocrácea barrada de negruzco con punta blanquecina. La hembra es similar pero con manchas rojizas en el ala y sin punta blanca. Las remeras secundarias son de largo normal.

## Comportamiento

### Alimentación
Se alimenta principalmente de insectos, tales como coleópteros, hormigas y lepidópteros.

### Reproducción
Se reproduce entre agosto y diciembre. Construye un nido rudimentario en el suelo. Pone dos huevos, de color cremoso claro, cubierto con manchas marrón-rojizas y grises en toda la superficie.

### Vocalización
El canto es una serie rápida de notas «chip», «tchup», o «tchut» repetidas a un ritmo de cerca de ocho notas por segundo, en series que duran dos a tres minutos cada una.

## Sistemática

### Descripción original
La especie E. anomalus fue descrita por primera vez por el ornitólogo británico John Gould en 1838 bajo el nombre científico Amblypterus anomalus; su localidad tipo es: «Demerara (error), posteriormente designado como São Paulo, Brasil». El género originalmente propuesto para esta especie por Gould en la misma descripción, Amblypterus, se encontraba pre-ocupado, por lo cual fue propuesto un género substituto Eleothreptus por George Robert Gray en 1840.

### Etimología
El nombre genérico femenino «Eleothreptus» se compone de las palabras del griego «helos» que significa ‘pantano’, y «trephō» que significa ‘que prospera’; y el nombre de la especie «anomalus», en latín significa ‘anómalo’, ‘irregular’.

### Taxonomía
Es monotípica. Por mucho tiempo la presente fue la única especie en su género Eleothreptus, hasta varios estudios filogenéticos demostraron cabalmente que la entonces especie Caprimulgus candicans, el chotacabras aliblanco, era hermana de la presente, por lo que fue transferida al  presente género. Algunos de esos estudios sugieren que el género Eleothreptus está embutido dentro de un género Hydropsalis ampliado; sin embargo, estudios más recientes, de 2023, refuerzan el mantenimiento de la presente y E. candicans en el presente género.